# Idea nigriana
Idea nigriana är en fjärilsart som beskrevs av Grose-smith 1895. Idea nigriana ingår i släktet Idea och familjen praktfjärilar. Inga underarter finns listade i Catalogue of Life.